# Jordy Jacoby
Jordy Jacoby (8. veljače 1995.) je rukometni vratar iz Demokratske Republike Kongo. Nastupa za francuski klub Caen HB i rukometnu reprezentaciju Demokratske Republike Kongo.
Natjecao se na Svjetskom prvenstvu u Egiptu 2021., gdje je reprezentacija DR Konga završila na 28. mjestu.